# Divizia Națională 2013-2014
La Divizia Națională 2013-2014 è stata la 23ª edizione del massimo campionato di calcio moldavo. La stagione è iniziata il 27 luglio 2013 ed è terminata il 21 maggio 2014. Lo Sheriff Tiraspol ha vinto il titolo per la tredicesima volta nella sua storia.

## Novità
Iskra-Stal e Nistru Otaci sono retrocesse al termine della stagione 2012-2013. Al loro posto sono state promosse dalla Divizia A, il Veris e la Dinamo-Auto rispettivamente arrivate al primo e al terzo posto.

## Regolamento
Le 12 squadre si affrontano in gironi di andata-ritorno-andata, per un totale di 33 giornate. La squadra campione di Moldavia si qualifica al secondo turno della UEFA Champions League 2014-2015, la seconda e la terza classificata si qualificano al primo turno della UEFA Europa League 2014-2015, mentre le ultime due classificate retrocederanno direttamente in Divizia A.

## Squadre partecipanti
| Club                | Città         | Stadio                | Posizione 2012-2013 |
| ------------------- | ------------- | --------------------- | ------------------- |
| Academia Chișinău   | Chișinău      | Stadio Dinamo         | 7º posto            |
| Costuleni           | Costuleni     | Stadio Orhei          | 8º posto            |
| CSCA-Rapid Chișinău | Ghidighici    | Stadio Ghidighici     | 5º posto            |
| Dacia Chișinău      | Chișinău      | Stadio Dinamo         | 2º posto            |
| Dinamo-Auto         | Tiraspol      | Stadion Tiligul       | 3º in Divizia A     |
| Milsami Orhei       | Orhei         | Stadio Orhei          | 4º posto            |
| Zarea Bălți         | Bălți         | Stadio Olimpia        | 10º posto           |
| Sheriff Tiraspol    | Tiraspol      | Sheriff Stadium       | Campione            |
| Speranța C.V.       | Crihana Veche | Stadio Atlant (Cahul) | 11º posto           |
| Tiraspol            | Tiraspol      | Sheriff Stadium       | 3º posto            |
| Veris Chișinău      | Chișinău      | Stadionul CPSM        | 1º in Divizia A     |
| Zimbru Chișinău     | Chișinău      | Stadio Zimbru         | 6º posto            |

## Classifica
|       | Pos. | Squadra                  | Pt | G  | V  | N | P  | GF | GS | DR  |
| ----- | ---- | ------------------------ | -- | -- | -- | - | -- | -- | -- | --- |
|       | 1.   | Sheriff Tiraspol         | 87 | 33 | 28 | 3 | 2  | 98 | 16 | +82 |
|       | 2.   | Tiraspol                 | 72 | 33 | 21 | 9 | 3  | 60 | 27 | +33 |
|       | 3.   | Veris Chișinău           | 71 | 33 | 21 | 8 | 4  | 74 | 25 | +49 |
|       | 4.   | Dacia Chișinău           | 61 | 33 | 18 | 7 | 8  | 70 | 29 | +39 |
| [ 1 ] | 5.   | Zimbru Chișinău          | 61 | 33 | 18 | 7 | 8  | 56 | 24 | +32 |
|       | 6.   | Milsami Orhei            | 56 | 33 | 17 | 5 | 11 | 54 | 32 | +22 |
|       | 7.   | Costuleni                | 52 | 33 | 16 | 4 | 13 | 43 | 33 | +10 |
|       | 8.   | Dinamo-Auto              | 31 | 33 | 9  | 4 | 20 | 37 | 72 | -35 |
| [ 2 ] | 9.   | CSCA-Rapid Chișinău (-2) | 20 | 33 | 6  | 4 | 23 | 27 | 75 | -42 |
|       | 10.  | Academia Chișinău        | 19 | 33 | 5  | 4 | 24 | 26 | 88 | -62 |
|       | 11.  | Zarea Bălți              | 18 | 33 | 5  | 3 | 25 | 26 | 77 | -51 |
|       | 12.  | Speranța C.V. (-3)       | 11 | 33 | 4  | 2 | 27 | 20 | 91 | -71 |

Legenda:

      Campione di Moldavia e ammessa alla UEFA Champions League 2014-2015

      Ammesse alla UEFA Europa League 2014-2015

      Retrocesse in Divizia A 2014-2015

Note:
Tre punti a vittoria, uno a pareggio, zero a sconfitta.

## Risultati
|                        | Aca     | Cos     | CSC     | Dac     | DiA     | Mil     | Oli     | She     | Spe     | Tir     | Ver     | Zim     |
| ---------------------- | ------- | ------- | ------- | ------- | ------- | ------- | ------- | ------- | ------- | ------- | ------- | ------- |
| Academia UTM           | –––     | 0-2     | 0-2     | 1-2     | 0-2 2-2 | 0-0 0-3 | 1-1 1-0 | 0-7     | 4-2     | 1-2 0-2 | 0-3 1-2 | 0-3     |
| Costuleni              | 0-0 1-0 | –––     | 3-0     | 0-0 2-1 | 3-0     | 0-2 1-2 | 5-1     | 0-1     | 1-2 0-2 | 3-1     | 2-3     | 1-1 1-2 |
| CSCA-Rapid Chișinău    | 3-1 0-3 | 2-1     | –––     | 2-4     | 2-1 0-3 | 1-1 0-3 | 1-1     | 2-3     | 4-2     | 0-3     | 0-3     | 0-1     |
| Dacia Chișinău         | 7-1 4-0 | 0-2     | 1-1 3-0 | –––     | 2-0     | 1-0 2-0 | 2-0     | 1-3 2-3 | 7-0     | 0-0     | 3-1 0-1 | 1-1 0-2 |
| Dinamo-Auto            | 6-0     | 0-1 2-1 | 2-1     | 1-2 0-6 | –––     | 1-2     | 2-1 4-1 | 0-6 1-4 | 3-0 0-1 | 1-3     | 0-6     | 0-2     |
| Milsami Orhei          | 3-0     | 0-1     | 3-1     | 1-4     | 1-0 6-1 | –––     | 4-1 1-0 | 0-2     | 6-0 3-1 | 0-1 0-0 | 2-0 2-3 | 4-2 0-2 |
| Olimpia Bălți          | 3-1     | 0-1 1-2 | 3-1 0-3 | 1-4 0-3 | 0-1     | 0-1     | –––     | 0-5     | 1-1 3-2 | 0-3     | 0-3     | 0-3     |
| Sheriff Tiraspol       | 8-0 4-1 | 4-1     | 2-0 3-0 | 1-0     | 3-0     | 1-0 2-0 | 3-0     | –––     | 1-0     | 1-2 1-0 | 3-0 0-0 | 2-2 2-1 |
| Speranța Crihana Veche | 1-3 1-5 | 0-1     | 0-2 3-0 | 0-1     | 1-1     | 2-3     | 0-2     | 0-5 0-6 | –––     | 0-3     | 0-6     | 1-0     |
| Tiraspol               | 2-0     | 2-1 1-0 | 1-1     | 3-3 0-0 | 1-1 4-1 | 2-1     | 1-0 2-1 | 0-3     | 5-0 2-0 | –––     | 0-0     | 1-0 2-1 |
| Veris                  | 6-0     | 1-1 2-0 | 3-1     | 0-0     | 5-0 3-1 | 0-0     | 3-0     | 2-1     | 1-0 3-0 | 3-3     | –––     | 1-1 1-0 |
| Zimbru Chișinău        | 3-0 1-0 | 0-1     | 3-0     | 2-1     | 0-0 2-0 | 0-0     | 4-1     | 1-1     | 5-0 2-0 | 1-2     | 1-0     | –––     |

## Classifica marcatori
| Gol |  |  | Giocatore         | Squadra                                       |
| --- |  |  | ----------------- | --------------------------------------------- |
| 26  |  |  | Henrique Luvannor | Sheriff Tiraspol                              |
| 18  |  |  | Viorel Frunză     | Veris Chișinău                                |
| 14  |  |  | Miloš Krkotić     | Dacia Chișinău                                |
| 13  |  |  | Ismail Isa        | Sheriff Tiraspol                              |
| 13  |  |  | Gheorghe Boghiu   | Milsami Orhei                                 |
| 13  |  |  | Sergey Tsyganov   | Zimbru Chișinău                               |
| 12  |  |  | Jhulliam Bonfim   | Sheriff Tiraspol                              |
| 10  |  |  | Denis Calincov    | CSCA-Rapid Chișinău (2) Academia Chișinău (8) |
| 9   |  |  | Victor Gonța      | Costuleni (3) Veris Chișinău (6)              |
| 9   |  |  | Juninho Potiguar  | Sheriff Tiraspol                              |

## Verdetti
- Campione di Moldavia:  Sheriff Tiraspol
- In UEFA Champions League 2014-2015:  Sheriff Tiraspol
- In UEFA Europa League 2014-2015:  Tiraspol,  Veris Chișinău e  Zimbru Chișinău
- Retrocesse in Divizia A:  Speranța C.V. e  CSCA-Rapid Chișinău